# Le Poët-en-Percip
Le Poët-en-Percip település Franciaországban, Drôme megyében. Lakosainak száma 22 fő (2022. január 1.). Le Poët-en-Percip Aulan, Plaisians, La Roche-sur-le-Buis és La Rochette-du-Buis községekkel határos.

## Népesség
A település népességének változása:
| Lakosok száma | 25   | 22   | 17   | 19   | 18   | 18   | 17   | 17   | 16   | 22   |
|               | 1968 | 1982 | 1990 | 2006 | 2013 | 2015 | 2017 | 2019 | 2020 | 2022 |